# Santo Inácio (Bofete)
Santo Inácio é um distrito do município brasileiro de Bofete, no interior do estado de São Paulo.

## História

### Formação administrativa
- Lei Ordinária nº 1.454 de 08/11/1995 - Cria o distrito de Santo Inácio no município de Bofete[3].

## Infraestrutura

### Registro civil
Feito na sede do município, pois o distrito não possui Cartório de Registro Civil das Pessoas Naturais.

### Saneamento
O serviço de abastecimento de água é feito pela Companhia de Saneamento Básico do Estado de São Paulo (SABESP).

### Energia
A responsável pelo abastecimento de energia elétrica é a CPFL Paulista, distribuidora do Grupo CPFL Energia.